# Вельямінов Степан Лукич
Вельямінов Степан Лукич (1670—1737) — російський державний діяч, Президент Першої Малоросійської колегії (1722—1726 рр.) у м. Глухів.

## Біографія
Мав чин бригадира, виконував обов'язки Білгородського воєводи.

## Служба
Перебував у Глухові в 1722—1726 рр. на чолі Першої Малоросійської колегії, заснованої Петром I за правління гетьмана Івана Скоропадського з метою подолання самостійного адміністративного і судового устрою Малоросії.
Однак непрофесійне керівництво українськими землями призвело до ряду нескінченних суперечок і скарг на зловживання. Це закінчилися в 1726 р. викликом в Санкт-Петербург, скасуванням Малоросійської колегії і відновленням гетьманства.
Після скасування Малоросійської колегії в 1726 році був відкликаний в Санкт-Петербург.
У 1734—1737 роках очолював Комерц-колегію.